# 근계

예외 리 군 G_{2}의 근계. 와 는 단순근이다.

리 군 이론에서, 근계(根系, 영어: root system)는 일련의 기하학적 성질을 만족하는 유한 차원 벡터의 집합이다. 근계의 원소인 벡터는 근(根, 영어: root)이라고 부른다. 주어진 근계에 대하여 특정 성질을 만족하는 부분집합인 단순근(單純根, 영어: simple root)의 집합을 고를 수 있고, 이를 딘킨 도표(영어: Dynkin diagram)로 나타내어 분류할 수 있다. 반단순 리 군에 근계를 대응시킬 수 있으며, 이를 통해 반단순 리 군들을 분류할 수 있다.
모든 근계는 기약 근계(旣約根系, 영어: irreducible root system)의 합으로 나타낼 수 있다. 기약 근계(의 동형류)는 복소수체 위의 단순 리 대수(의 동형류)와 일대일로 대응한다.

## 정의
유한 차원 실수 내적 공간 {\displaystyle (V,(\cdot ,\cdot ))} 속의 부분 집합 {\displaystyle \Phi \subseteq V}가 다음 다섯 조건들을 모두 만족시킨다면, 근계라고 한다.
- (선형 생성) {\displaystyle V=\operatorname {Span} _{\mathbb {R} }\Phi }. 즉, {\displaystyle V}의 모든 원소는 {\displaystyle \Phi }의 원소들의 선형 결합으로 나타낼 수 있다. (이는 유일하지 않을 수 있다.)
- (스칼라배의 제한) {\displaystyle \alpha \in \Phi }라면, {\displaystyle -\alpha \in \Phi }이고, 그 밖의 다른 스칼라배 {\displaystyle t\Phi } ({\displaystyle t\in \mathbb {R} })는 {\displaystyle \Phi }의 원소가 아니다.
- (반사에 대한 닫힘) 임의의 {\displaystyle \alpha ,\beta \in \Phi }에 대하여, {\displaystyle \alpha }에 대하여 수직인 초평면에 대한 {\displaystyle \beta }의 반사{\displaystyle \beta -2\alpha (\alpha ,\beta )/(\alpha ,\alpha )}도 {\displaystyle \Phi }의 원소다. 즉, 근들은 다른 근에 대한 반사에 대하여 닫혀 있다.
- (정수성) {\displaystyle 0\not \in \Phi }이며, {\displaystyle \forall \alpha ,\beta \in \Phi \colon 2(\alpha ,\beta )/(\alpha ,\alpha )\in \mathbb {Z} }
- 유한 집합이다.

근계의 원소는 근이라고 부른다. 근계의 계수(階數, 영어: rank)는 {\displaystyle V}의 차원이다.
두 실수 내적 공간 {\displaystyle V}, {\displaystyle V'} 및 그 속의 근계 {\displaystyle \Phi \subseteq V}, {\displaystyle \Phi '\subseteq V'}에 대하여, 만약 {\displaystyle f(\Phi )=\Phi '}가 되는 전단사 실수 선형 변환 {\displaystyle f\colon V\to V'}이 존재하며, 또한
{\displaystyle {\frac {(f(\alpha ),f(\beta ))_{V'}}{(f(\alpha ),f(\alpha ))_{V'}}}={\frac {(\alpha ,\beta )_{V}}{(\alpha ,\alpha )_{V}}}\qquad \forall \alpha ,\beta \in \Phi }
라면, {\displaystyle (V,\Phi )}와 {\displaystyle (V',\Phi ')}를 서로 동형이라고 한다.
특히, 동형이 등거리 변환일 필요는 없다. 예를 들어, 항등 함수 {\displaystyle (V,(-,-))\to (V,2(-,-))} 역시 허용된다. 이 때문에, 통상적으로, 근계에서 가장 긴 근의 노름을 {\displaystyle {\sqrt {2}}}로 놓는다. (이에 따라, 더 짧은 근의 노름은 {\displaystyle 1} 또는 {\displaystyle {\sqrt {2/3}}}이다.)
통상적으로, 다음과 같은 표기를 사용한다.
{\displaystyle \langle \alpha ,\beta \rangle ={\frac {2(\alpha ,\beta )}{(\alpha ,\alpha )}}}
(이는 물론 쌍선형 형식을 이루지 못한다.)

### 양근과 단순근
근계 {\displaystyle \Phi }의 양근의 집합(陽根의 集合, 영어: set of positive roots) {\displaystyle \Phi ^{+}\subset \Phi }는 다음을 만족하는 부분집합이다.
- 임의의 {\displaystyle \alpha \in \Phi }에 대하여, {\displaystyle \alpha \in \Phi ^{+}}이거나 {\displaystyle -\alpha \in \Phi ^{+}}이지만, {\displaystyle \{\alpha ,-\alpha \}\subset \Phi ^{+}}는 아니다.
- {\displaystyle \alpha ,\beta \in \Phi ^{+}}이고, {\displaystyle \alpha +\beta \in \Phi }이면 {\displaystyle \alpha +\beta \in \Phi ^{+}}이다.

양근의 집합의 원소를 양근(陽根, 영어: positive root)이라고 한다. 양근의 집합 {\displaystyle \Phi ^{+}\subseteq \Phi }이 주어졌을 때, 격자
{\displaystyle \{v\in V\colon \forall \alpha \in \Phi \colon \alpha ^{\vee }(v)\in \mathbb {Z} \}}
위에 다음과 같은 부분 순서를 줄 수 있다.
{\displaystyle u\leq v\iff \forall \alpha \in \Phi ^{+}\colon \alpha ^{\vee }(v-u)\geq 0}
이 구성은 리 대수의 표현론에 등장하며, 이 경우 위의 격자는 정수 무게의 격자에 해당한다.

### 단순근
어떤 양근의 집합이 주어졌을 때, 단순근(單純根, 영어: simple root)은 두 양근의 합으로 나타낼 수 없는 근이다. 단순근들의 집합은 {\displaystyle V}의 기저를 이룬다.

### 카르탕 행렬
근계 {\displaystyle \Phi }와 그 위의 순서를 매긴 단순근의 열 {\displaystyle \alpha _{1},\dots ,\alpha _{r}}이 주어졌다고 하자. 그렇다면, 이에 대응하는 카르탕 행렬(영어: Cartan matrix) {\displaystyle M}은 다음과 같은 {\displaystyle r\times r} 정사각 행렬이다.
{\displaystyle M=(M_{ij})_{i,j=1,\dots ,r}}
{\displaystyle M_{ij}=2{\frac {(\alpha _{i},\alpha _{j})}{(\alpha _{i},\alpha _{i})}}}
정의에 따라, 카르탕 행렬의 대각선 성분의 값은 모두 2이다.
카르탕 행렬이 주어지면, 이에 대응하는 근계 (및 복소수 반단순 리 대수)를 재구성할 수 있다.

### 딘킨 도표

기약근계의 딘킨 도표

각 근계 {\displaystyle (V,\Phi )}에 대하여, 딘킨 도표(Дынкин圖表, 영어: Dynkin diagram)라는, 일종의 유향 그래프를 대응시킬 수 있다. 우선, 임의로 {\displaystyle (V,\Phi )}의 양근의 집합 {\displaystyle \Phi ^{+}\subseteq \Phi }를 고르자.
- 딘킨 도표는 각 단순근에 대응하는 꼭짓점을 갖는다.
- 두 꼭짓점 사이에는 0개, 1개, 2개, 또는 3개의 변(邊)이 존재할 수 있다. 변이 2개 또는 3개인 경우, 변은 방향을 가지며, 이 방향은 항상 더 짧은 단순근을 가리킨다. (이 경우 두 단순근의 길이는 항상 다르다.)
- 두 꼭짓점 사이의 변의 수는 두 단순근 사이의 각도에 대응하며, 다음 표를 따른다.

| 근 사이 각 (라디안)     | 근 사이 각 (°) | 변의 종류           |
| ----------------------- | -------------- | ------------------- |
| {\displaystyle \pi /2}  | 90°            | 변 없음             |
| {\displaystyle 2\pi /3} | 120°           | 하나의 변           |
| {\displaystyle 3\pi /4} | 135°           | 두 개의 변 + 화살표 |
| {\displaystyle 5\pi /6} | 150°           | 세 개의 변 + 화살표 |
딘킨 도표는 단순근의 선택에 관계없이 동일하다.
기약 근계의 딘킨 도표는 연결되어 있다. 딘킨 도표의 연결 성분 분해는 근계의 (기약 근계들로의) 직합 분해와 같다.

## 성질

정수성 공리에 따라, 두 근 사이의 각은,,, 또는 이들의 여각이다.

근계의 정수성은 두 근 사이의 각들을 제한한다. 정수성 공리에 따라, 두 근 사이의 각의 코사인은 정수의 제곱근의 반이어야 한다.
{\displaystyle \mathbb {Z} \ni 2{\frac {(\alpha ,\beta )}{(\alpha ,\alpha )}}\cdot 2{\frac {(\alpha ,\beta )}{(\beta ,\beta )}}=4{\frac {(\alpha ,\beta )^{2}}{\vert \alpha \vert ^{2}\vert \beta \vert ^{2}}}=4\cos ^{2}(\theta )=(2\cos(\theta ))^{2}.}
{\displaystyle 2\cos(\theta )\in [-2,2]}이므로,
{\displaystyle \cos \theta =0,\pm {\tfrac {1}{2}},\pm {\tfrac {\sqrt {2}}{2}},\pm {\tfrac {\sqrt {3}}{2}},\pm 1}
이다. 즉, {\displaystyle \theta }는 90°, 60° 또는 120°, 45° 또는 135°, 30° 또는 150°, 0° 또는 180°이다.

## 연산

### 스칼라배
근계 {\displaystyle (V,\Phi )} 및 임의의 실수 {\displaystyle t\in \mathbb {R} \setminus \{0\}} 및 임의의 직교 행렬 {\displaystyle M\in \operatorname {O} (V;\mathbb {R} )}에 대하여, {\displaystyle (V,tM\Phi )} 역시 근계를 이루며, 이는 원래 근계 {\displaystyle (V,\Phi )}와 동형이다.

### 직합
두 근계 {\displaystyle (V,\Phi )}, {\displaystyle (V',\Phi ')}가 주어졌을 때, 그 직합 {\displaystyle \Phi \oplus \Phi '}은 다음과 같은 근계이다.
{\displaystyle \Phi \oplus \Phi '=\iota (\Phi )\cup \iota '(\Phi ')}
{\displaystyle V{\xrightarrow {\iota }}V\oplus V'{\xleftarrow {\iota '}}V'}
여기서 {\displaystyle \iota }와 {\displaystyle \iota '}은 직합의 정의에 등장하는 표준 포함 사상이다.
기약 근계(旣約根系, 영어: irreducible root system)는 두 (자명하지 않은) 근계의 합이 아닌, 자명하지 않은 근계다. 모든 근계는 기약 근계의 합으로 유일하게 나타낼 수 있다.
기약 근계의 근은 모두 길이가 같거나, 길이가 두 가지가 있다. 길이가 두 가지가 있을 경우는 긴 것은 긴 근(영어: long root), 짧은 것은 짧은 근(영어: short root)으로 분류한다. (만약 길이가 모두 같다면, 모든 근이 긴 근이다.) 이 경우, 긴 근과 짧은 근의 노름의 비는 {\displaystyle {\sqrt {2}}}이다. (통상적으로, 긴 근의 노름은 {\displaystyle {\sqrt {2}}}로, 짧은 근의 노름은 (만약 존재한다면) {\displaystyle 1}로 잡는다.)

### 쌍대 근계
근계 {\displaystyle (V,\Phi )}의 쌍대 근계(雙對根系, 영어: dual root system)는 다음과 같다.
- {\displaystyle V^{\vee }}는 {\displaystyle V}의 (대수적) 쌍대 공간이다. 물론, 내적을 사용하여 표준적인 동형 사상 {\displaystyle V\to V^{\vee }}이 존재한다.
- {\displaystyle \Phi ^{\vee }=\{\alpha ^{\vee }\colon \alpha \in \Phi \}}
- 임의의 {\displaystyle u,v\in V}에 대하여, {\displaystyle u^{\vee }\in V^{*}}, {\displaystyle u^{\vee }(v)=\langle u,v\rangle =2(u,v)/(u,u)}

그렇다면 {\displaystyle (V^{\vee },\Phi ^{\vee })} 역시 근계를 이룬다.
임의의 근계 {\displaystyle (V,\Phi )}는 그 이중 쌍대 근계 {\displaystyle (V^{\vee \vee },\Phi ^{\vee \vee })}와 표준적으로 동형이다.
단순 근계 가운데, {\displaystyle B_{n}}의 쌍대 근계는 {\displaystyle C_{n}}이다. 다른 단순 근계들({\displaystyle A_{n}}, {\displaystyle D_{n}}, {\displaystyle E_{6},E_{7},E_{8},F_{4},G_{2}})은 스스로의 쌍대 근계이다.

## 분류

### 기약 근계의 목록
기약 근계는 다음과 같이 분류한다. 고전 근계(영어: classical root system)는 네 개의 족 {\displaystyle A_{n}}, {\displaystyle B_{n}}, {\displaystyle C_{n}}, {\displaystyle D_{n}}으로 나뉘고, 나머지로 다섯 개의 예외 근계(영어: exceptional root system) {\displaystyle G_{2},F_{4},E_{6},E_{7},E_{8}}이 있다. 그 아래첨자는 근계의 계수다. 고전 근계는 고전군(직교군, 특수 유니터리 군, 심플렉틱 군)의 리 대수(의 복소화)의 근계이나, 예외 근계는 그렇지 않다. 아래 표에서는 관례를 따라 긴 근의 길이가 {\displaystyle {\sqrt {2}}}가 되도록 정규화하였다.
| 근계       | 근의 수   | 짧은 근 수 | 긴 근 부분격자의 지표 | 카르탕 행렬식 | 바일 군의 크기 | 콕서터 수 {\displaystyle h} | 이중 콕서터 수 {\displaystyle h^{\vee }} | 딘킨 도표 | 콕서터 라벨:43                                                | 이중 콕서터 라벨:43                                           |
| ---------- | --------- | ---------- | --------------------- | ------------- | -------------- | --------------------------- | ---------------------------------------- | --- | ------------------------------------------------------------- | ------------------------------------------------------------- |
| An (n ≥ 1) | n(n + 1)  |            |                       | n + 1         | (n + 1)!       | {\displaystyle n+1}         | {\displaystyle n+1}                      | {\displaystyle \bullet -\bullet -\cdots -\bullet }                                                                  | {\displaystyle 1-1-\cdots -1}                                 | {\displaystyle 1-1-\cdots -1}                                 |
| Bn (n ≥ 2) | 2n2       | 2n         | 2                     | 2             | 2n !           | {\displaystyle 2n}          | {\displaystyle 2n-1}                     | {\displaystyle \bullet -\bullet -\cdots -\bullet \Rightarrow \bullet }                                              | {\displaystyle 1-2-\cdots -2\Rightarrow 2}                    | {\displaystyle 1-2-\cdots -2\Rightarrow 1}                    |
| Cn (n ≥ 3) | 2n2       | 2n(n − 1)  | 2                     | 2             | 2n !           | {\displaystyle 2n}          | {\displaystyle n+1}                      | {\displaystyle \bullet -\bullet -\cdots -\bullet \Leftarrow \bullet }                                               | {\displaystyle 2-2-\cdots -2\Leftarrow 1}                     | {\displaystyle 1-1-\cdots -1\Leftarrow 1}                     |
| Dn (n ≥ 4) | 2n(n − 1) |            |                       | 4             | 2n − 1 n!      | {\displaystyle 2n-2}        | {\displaystyle 2n-2}                     | {\displaystyle \bullet -\bullet -\cdots -\bullet <{\bullet \atop \bullet }}                                         | {\displaystyle 1-2-\cdots -2<{1 \atop 1}}                     | {\displaystyle 1-2-\cdots -2<{1 \atop 1}}                     |
| E6         | 72        |            |                       | 3             | 27×34×5        | 12                          | 12                                       | {\displaystyle {\bullet -\bullet \atop \bullet -\bullet }>\bullet -\bullet }                                        | {\displaystyle {1-2 \atop 1-2}>3-2}                           | {\displaystyle {1-2 \atop 1-2}>3-2}                           |
| E7         | 126       |            |                       | 2             | 210×34×5×7     | 18                          | 18                                       | {\displaystyle {\bullet \atop {}}{- \atop {}}{\bullet \atop \bullet }>\bullet -\bullet -\bullet -\bullet }          | {\displaystyle {2 \atop {}}{- \atop {}}{3 \atop 2}>4-3-2-1}   | {\displaystyle {2 \atop {}}{- \atop {}}{3 \atop 2}>4-3-2-1}   |
| E8         | 240       |            |                       | 1             | 214×35×52×7    | 30                          | 30                                       | {\displaystyle {\bullet \atop {}}{- \atop {}}{\bullet \atop \bullet }>\bullet -\bullet -\bullet -\bullet -\bullet } | {\displaystyle {2 \atop {}}{- \atop {}}{4 \atop 3}>6-5-4-3-2} | {\displaystyle {2 \atop {}}{- \atop {}}{4 \atop 3}>6-5-4-3-2} |
| F4         | 48        | 24         | 4                     | 1             | 27×32          | 12                          | 9                                        | {\displaystyle \bullet -\bullet \Rightarrow \bullet -\bullet }                                                      | {\displaystyle 2-3\Rightarrow 4-2}                            | {\displaystyle 2-3\Rightarrow 2-1}                            |
| G2         | 12        | 6          | 3                     | 1             | 2×3            | 6                           | 4                                        | {\displaystyle \bullet \Rrightarrow \bullet }                                                                       | {\displaystyle 2\Rrightarrow 3}                               | {\displaystyle 2\Rrightarrow 1}                               |

### 고전적 기약 근계
{\displaystyle A_{n}}형 근계의 단순근은 다음과 같다. (편의상 {\displaystyle \mathbb {R} ^{n+1}}의 원소로 표기하였다.)
{\displaystyle \alpha ^{1}=(1,-1,0,\dots ,0,0)}
{\displaystyle \alpha ^{2}=(0,1,-1,\dots ,0,0)}
{\displaystyle \vdots }
{\displaystyle \alpha ^{n}=(0,0,\dots ,1,-1)}
{\displaystyle B_{n}}형 근계의 단순근은 다음과 같다.
{\displaystyle \alpha ^{1}=(1,-1,0,\dots ,0,0)}
{\displaystyle \alpha ^{2}=(0,1,-1,\dots ,0,0)}
{\displaystyle \vdots }
{\displaystyle \alpha ^{n-1}=(0,0,\dots ,1,-1)}
{\displaystyle \alpha ^{n}=(0,0,\dots ,0,1)}
{\displaystyle C_{n}}형 근계의 단순근은 다음과 같다.
{\displaystyle \alpha ^{1}=(1,-1,0,\dots ,0,0)}
{\displaystyle \alpha ^{2}=(0,1,-1,\dots ,0,0)}
{\displaystyle \vdots }
{\displaystyle \alpha ^{n-1}=(0,0,\dots ,1,-1)}
{\displaystyle \alpha ^{n}=(0,0,\dots ,0,2)}
{\displaystyle D_{n}}형 근계의 단순근은 다음과 같다.
{\displaystyle \alpha ^{1}=(1,-1,0,\dots ,0,0)}
{\displaystyle \alpha ^{2}=(0,1,-1,\dots ,0,0)}
{\displaystyle \vdots }
{\displaystyle \alpha ^{n-1}=(0,0,\dots ,1,-1)}
{\displaystyle \alpha ^{n}=(0,0,\dots ,1,1)}

### 예외적 기약 근계
예외적 기약 근계는 E₆, E₇, E₈, F₄, G₂ 총 5개가 있다. 이들의 단순근들은 다음과 같다.
| 1  | -1 | 0  | 0  | 0  | 0  | 0  | 0  |
| 0  | 1  | -1 | 0  | 0  | 0  | 0  | 0  |
| 0  | 0  | 1  | -1 | 0  | 0  | 0  | 0  |
| 0  | 0  | 0  | 1  | -1 | 0  | 0  | 0  |
| 0  | 0  | 0  | 0  | 1  | -1 | 0  | 0  |
| 0  | 0  | 0  | 0  | 0  | 1  | -1 | 0  |
| 0  | 0  | 0  | 0  | 0  | 1  | 1  | 0  |
| -½ | -½ | -½ | -½ | -½ | -½ | -½ | -½ |

| 1  | -1 | 0  | 0  |
| 0  | 1  | -1 | 0  |
| 0  | 0  | 1  | 0  |
| -½ | -½ | -½ | -½ |

| {\displaystyle {\sqrt {2/3}}}  | 0                             |
| {\displaystyle -{\sqrt {3/2}}} | {\displaystyle 1/{\sqrt {2}}} |

## 예

### 낮은 차원의 근계
0차원 근계는 (자명하게) 하나밖에 없다.
1차원 근계는 하나밖에 없으며, {\displaystyle \{-{\sqrt {2}},{\sqrt {2}}\}\subset \mathbb {R} }이다.
2차원 근계는 총 4개가 있으며, 이들 가운데 3개는 기약 근계이다. (아래 표에서, {\displaystyle B_{2}}와 {\displaystyle C_{2}}는 서로 동형이며, {\displaystyle A_{1}\times A_{1}}과 {\displaystyle D_{2}} 역시 서로 동형이다.)
| Root system A1 + A1               | Root system A2        | Root system B2        |
| {\displaystyle A_{1}\times A_{1}} | {\displaystyle A_{2}} | {\displaystyle B_{2}} |
| Root system C2                    | Root system D2        | Root system G2        |
| {\displaystyle C_{2}}             | {\displaystyle D_{2}} | {\displaystyle G_{2}} |

3차원 기약 근계는 세 가지가 있으며, 이들은 정육면체·정팔면체의 모양을 가진다.

### 반단순 리 대수에 대응되는 근계
복소수체 위의 반단순 리 대수 {\displaystyle {\mathfrak {g}}} 및 그 카르탕 부분 대수 {\displaystyle {\mathfrak {h}}\subseteq {\mathfrak {g}}}가 주어졌다고 하자. {\displaystyle {\mathfrak {h}}}는 {\displaystyle {\mathfrak {g}}}의 킬링 형식을 통해 자연스럽게 유한 차원 실수 내적 공간을 이룬다.
그렇다면, {\displaystyle {\mathfrak {g}}}의 딸림표현에 대응하는 {\displaystyle {\mathfrak {h}}}-무게들
{\displaystyle \Phi =\{\alpha \in {\mathfrak {h}}^{\vee }\colon {\mathfrak {g}}_{\alpha }\neq 0\}\subseteq {\mathfrak {h}}^{\vee }}
을 생각하자. 그렇다면, {\displaystyle ({\mathfrak {h}}^{\vee },\Phi )}는 근계를 이룬다. 또한, 다음이 성립한다.
- {\displaystyle {\mathfrak {g}}}의 단순 리 대수들로의 직합 분해는 {\displaystyle ({\mathfrak {h}}^{\vee },\Phi )}의 기약 근계들로의 직합 분해와 대응한다.
- 특히, 단순 리 대수에 대응하는 근계는 기약 근계이다.
- 두 반단순 리 대수가 서로 동형일 필요 충분 조건은 그 대응하는 근계가 서로 동형인 것이다.

## 역사
근계의 이론은 복소수 반단순 리 대수의 표현론에서 비롯하였다. 각 반단순 리 대수에는 근계를 대응시킬 수 있으며, 단순 리 대수에 대응되는 근계는 기약 근계이다.
카르탕 행렬의 개념은 엘리 카르탕이 도입하였다. 딘킨 도표의 개념은 예브게니 딘킨이 도입하였다.

## 같이 보기
- 무게 (표현론)
- 콕서터 군